# Balin Point
Der Balin Point ist eine Landspitze an der Ostküste von Signy Island im Archipel der Südlichen Orkneyinseln. Er liegt an der Nordseite der Einfahrt zur Borge Bay.
Teilnehmer der britischen Discovery Investigations kartierten das Kap 1933 und benannten es in Verbindung mit der Benennung der Balin Rocks.